# Nikolaï Ivanovitch Ignatiev
Pour les autres membres de la famille, voir Famille Ignatiev.
Comte Nikolaï Ivanovitch Ignatiev (en russe : граф Николай Иванович Игнатьев), né le 1er mai 1880 et décédé le 27 avril 1938 est un officier de marine russe puis soviétique. Il prit part à la bataille de Tsushima.

## Famille
Nikolaï Ivanovitch Ignatiev est le fils d'Ivan Ignatiev. Il épousa Iekaterina Vladimirovna Razvozova (1885-1942), fille de Vladimir Alexandrovitch Razvozov (1841-1894) et de son épouse Karolina Fiodorovna Guschmidt.

## Évolution de carrière militaire
- 10 avril 1916 : capitaine 1er rang.

## Biographie

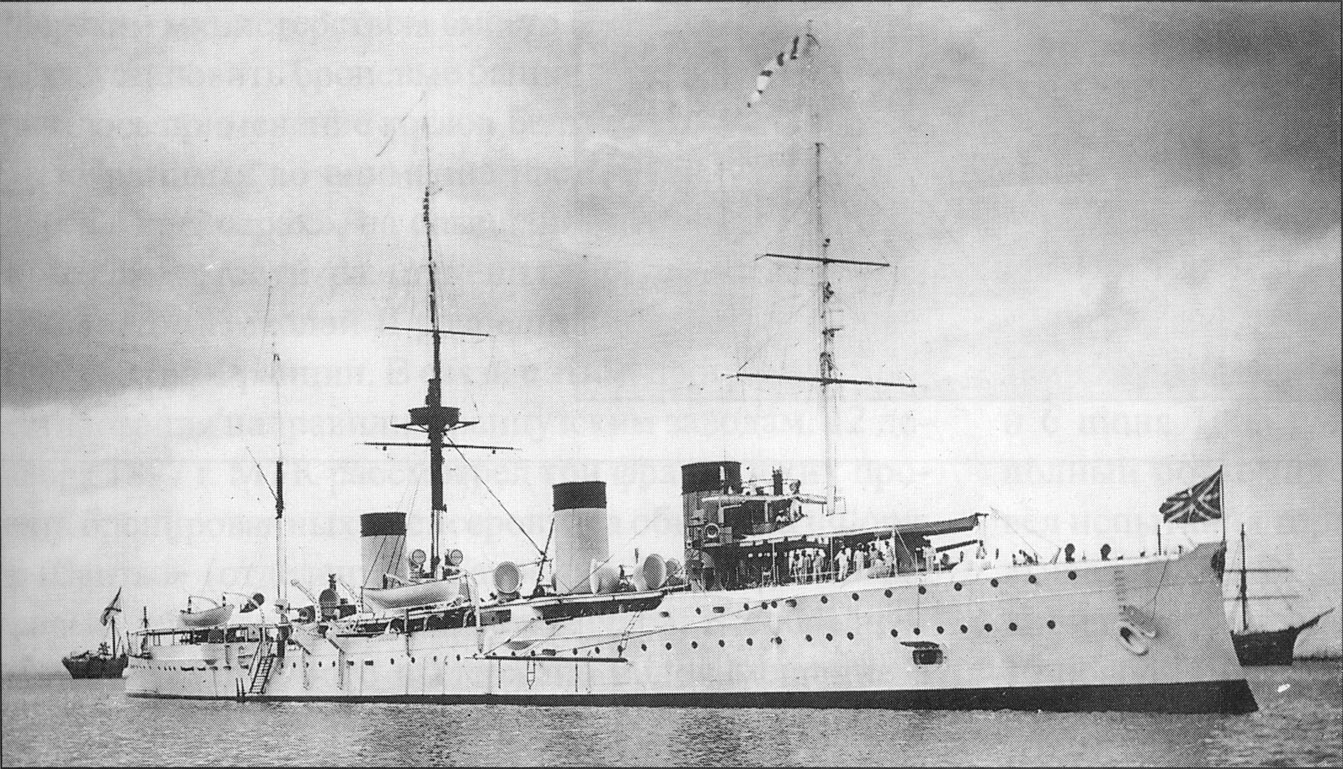
Le croiseur Perle (Jemtchoug) ancré dans le port de Vladivostok en 1906.

Le comte Pavel Nikolaïevitch Ignatiev était issu d'une famille de la noblesse russe. Il eut pour ascendant Fiodor Akinfovitch Biakont

### Révolte des Boxers (1899-1901)
En 1899, le jeune Ignatiev sortit diplômé de l'École navale de Saint-Pétersbourg. Officier d'artillerie, il prit part à la répression menée contre les Boxers en Chine. Pour son comportement au cours de cette révolte déclenchée par la société secrète chinoise la Milice de la justice et de la concorde, l'Ordre de Sainte-Anne (4e classe, avec l'inscription Pour bravoure) lui fut décerné le 12 juin 1901.

### Guerre russo-japonaise1904-1905

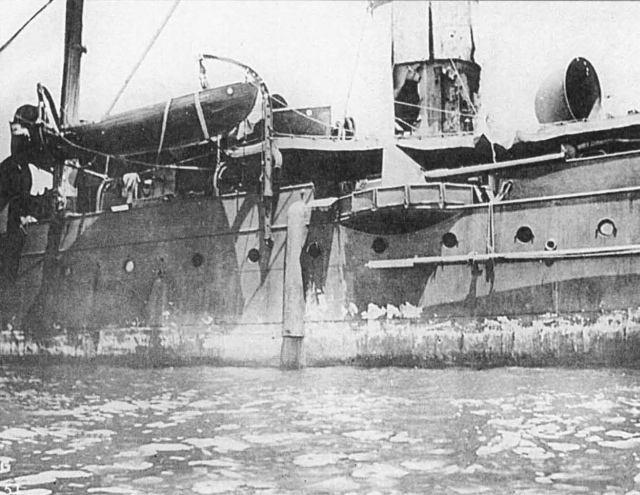
Les avaries subies par le croiseur protégé Perle après la bataille de Tsushima.

Embarqué sur le croiseur protégé Perle (en russe : Жемчуг, Jemtchoug), il participa à la bataille de Tsushima, en qualité d'officier artilleur 1re classe. Le 18 juin 1907, il fut décoré de l'Ordre de Sainte-Anne (3e classe : avec épées).

### Période1908à1914
Entre les années 1908 et 1914, Nikolaï Ivanovitch Ignatiev occupa les fonctions d'officier d'état-major, au sein de la flotte de la Baltique, il forma des officiers d'artillerie et des électriciens. Au cours de cette période d'avant-guerre, le comte déploya une importante activité dans le développement de l'artillerie.

### Première Guerre mondiale
En 1913 il fut transféré à l'Amirauté. Le 7 mai 1914, il fut nommé au poste au Département de l'organisation et de la tactique à l'Amirauté. En 1915, le comte Ignatiev fut l'un des éminents spécialistes en matière de stratégies et de l'artillerie navales. Il travailla sur le développement des nouveaux cuirassés construits dans les chantiers navals russes. Le 10 avril 1916, il fut élevé au grade capitaine 1er rang Le 1er juin 1917, il dirigea la construction navale.

### Service sous le régime soviétique
À la fin de l'année 1918, le capitaine Ignatiev se mit à la disposition du régime soviétique et servit dans la flotte, où il occupa les fonctions d'enseignant auprès des commandants de la flotte. En février 1920, il fut nommé directeur du personnel du ministère de la Défense, puis limogé en avril 1921. De 1925 à 1927, il enseigna à nouveau à l'Académie navale. De 1927 à 1931, il présida le Comité scientifique et technique naval. Arrêté en 1931 par la GPU, il fut jugé et condamné à dix ans de camp d'internement. Libéré en 1934, il fut nommé au poste de chef-adjoint de l'ingénieur naval Alexeï Nikolaïevitch Krylov à l'Institut de recherche de la construction navale.

## Mort
Le 25 novembre 1937, Nikolaï Ivanovitch fut de nouveau arrêté et inculpé d'espionnage. Le Collège militaire de la Cour suprême de l'Union soviétique le condamna à la peine capitale. Il fut exécuté le 27 avril 1938.

## Réhabilitation
Nikolaï Ivanovitch Ignatiev fut réhabilité le 1er novembre 1969.

## Distinctions
- 18 juin 1907 : Ordre de Sainte-Anne (3e classe avec épées).
- 12 juin 1901 : Ordre de Sainte-Anne (4e classe avec l'inscription Pour bravoure).

## Sources
- (ru) Cet article est partiellement ou en totalité issu de l’article de Wikipédia en russe intitulé « Игнатьев, Николай Иванович » (voir la liste des auteurs).